# Iglesia de San Juan Degollado (Arafo)
La iglesia de San Juan Degollado es un templo católico que se encuentra en el municipio de Arafo en el sureste de la isla de Tenerife (Islas Canarias, España). La iglesia es famosa porque en su interior se venera la talla de María Auxiliadora, imagen Coronada Canónicamente y declarada Alcaldesa Honoraria y Perpetura de la Villa de Arafo.

## Historia
La construcción de la primitiva ermita, que tras sucesivas ampliaciones daría lugar a la actual iglesia, se llevó a cabo a fines del siglo XVIII. Una hipótesis sostenida sobre la base de la tradición oral sitúa a la actual sacristía como la antigua ermita que tenía una pequeña construcción adosada para cumplir los fines de armario y ropero.
En 1924 se edificó la torre, sufragada por una comisión de vecinos, siguiendo las directrices del arquitecto Arroyo Herrero y en 1975 se abrió una nueva capilla en la nave, en la que se encuentra el Santísimo Cristo del Valle. 
En el interior del templo se distinguen cuatro retablos adosados a la pared y dedicados a las Ánimas, San José, Nuestra Señora de los Dolores y la Inmaculada Concepción. Destacan también los cuadros San Agustín en su estudio, la Virgen del Rosario con Santo Domingo y San Francisco, todos del siglo XVIII y San Juan Bautista, de datación difícil de precisar aunque la tradición sostiene que ya se veneraba en la primitiva ermita. En lo que a imágenes se refiere sobresalen las de San Juan Degollado, San Bernardo y San Agustín, todas de principios del siglo XVIII como mínimo, la del Cristo del Valle, venido de Garachico en 1860 pero sobre todo la de María Auxiliadora, traída a Arafo en 1907.

## Imagen de María Auxiliadora
La historia de la llegada de María Auxiliadora a Arafo se remonta a finales del 1800. De Italia partían en barco los primeros misioneros salesianos (procedentes de la Basílica de María Auxiliadora de Turín). Una embarcación zarpó hacia Barcelona y, al atravesar el Mediterráneo y el estrecho de Gibraltar, hizo escala en Tenerife. El abastecimiento de alimentos, agua y los trabajos de reparación del barco, duraron meses. Don Cagliero formaba parte de esta expedición y junto a los otros sacerdotes salesianos ofrecieron su servicio en varios pueblos e iglesias de la isla, dando a conocer a María Auxiliadora. Entre los lugares visitados y donde arraigó la predicación y el entusiasmo por la Virgen Auxiliadora, estaba la Villa de Arafo, que ya en 1902, solicitó a Turín una reproducción del cuadro de la Virgen, que ocupa el Retablo Mayor de la Basílica de María Auxiliadora que pintó el artista Tomás Lorenzone a petición de San Juan Bosco para la basílica turinesa.
En Barcelona, donde ya estaban los salesianos con escuelas y talleres, prepararon la imagen y la enviaron a la Villa de Arafo. La bellísima imagen de María Auxiliadora llegó a la Villa de Arafo en 1907, procedente de los talleres barceloneses de Sarriá. La imagen fue acogida con gran júbilo por todos los vecinos en una gran ceremonia religiosa, fue la primera imagen con que se iniciaba en las Islas Canarias el culto a María Auxiliadora. 
En 1982, con motivo de las Bodas de Diamante de su llegada Arafo, fue nombrada Alcaldesa Honoraria y Perpetura de la Villa por el Ayuntamiento. El 30 de mayo de 2007 la imagen fue Coronada Canónicamente por el obispo de Tenerife, Monseñor Bernardo Álvarez Afonso y con representaciones de comunidades salesianas de Canarias, España e Italia. La imagen de María Auxiliadora es también la copatrona de la Villa de Arafo.